# Legio X Equestris
Legio X Equestris (Legio X Veneria, Legio X Caesaris). Сформирован в 66 году до н. э. проконсулом Нарбонской Галлии Гаем Кальпурнием Пизоном для борьбы с восставшим племен галлов-алоброгов. В дальнейшем оставался в этой провинции для обеспечения римского контроля. За версию о создании легиона в 61 году до н. э. Гаем Юлием Цезарем во время правления в провинции Дальняя Испания — нет достаточных аргументов.
Легион оказался в составе армии Гая Юлия Цезаря после получением им в 58 году до н. э. соответствующего проконсульства. Тогда же или чуть позже Цезарь предоставил ему имя «Венерин» - в честь мифической прародительницы рода Юлиев. Легион принимал участие в самых важных битвах Галльской войны - в сражениях при Генаве, Бибракти и Алсазии 58 года до н. э., военной кампании 57 года до н. э., битвах при Аварикуме, Герговии и Алезии 52 года до н. э., а также в походах в Британию 55 и 54 лет до н. э. Становится одним из любимых легионов Гая Цезаря, поэтому носил неофициальное название Цезарев (или чтобы отличить от других существовавших или формировавшихся легионов с такой же нумерацией).
С началом борьбы Цезаря с Гнеем Помпеем Магном за власть над Римом легион отличился в сражениях при Илериде 49 года до н. э., Диррахиуме и Фарсале 48 года до н. э., Тапс 46 года до н. э., Мунди 45 года до н. э. После убийство Цезаря в 44 году до н. е. легион возглавил Марк Эмилий Лепид, который сумел договориться с сенатом. В 43 году до н. э. был в составе сенаторской армии, победившей Марка Антония в битве при Мутине.
В 42 году до н. э. оказался в подчинении Марка Антония, который вместе с Гаем Октавианом победил республиканцев в битве при Филиппах. После этого ветераны легиона получили земли у Кремоны и Бриксии (современная Брешиа). Тогда же легион получил почетное дополнительное имя «Всадников».
Легион по приказу Марка Антония переместился в Малую Азию. В 36-33 годах до н. э. участвовал в походах против Великой Армении, Мидии Атропатены и Парфии, но без особого успеха. После завершения боевых действий некоторое время располагался в Каппадокии. В 31 году до н. э. участвовал в битве при Акциуме на стороне Марка Антония. После побега последнего передан под командование Марка Випсания Агриппы. Его ветераны получили земли в Патрах.
Октавиан Август намеревался перевести легион на Пиренейский полуостров, где готовил войну против кантабров и Астуров. Впрочем легион выступил против перевода с Балканского полуострова. За это Октавиан лишил его имя Equestris, а вскоре расформировал, присоединив значительную часть в X легион Близнецов, которому передал имя «Всадников». В связи с этим возникает путаница с этими легионами.